# Мокрош
 Тази статия е за селото в дем Драма.  За селото в дем Сервия, вижте Ливадеро.  
Мо̀крош, още Мо̀кро или Мокреш (на гръцки: Λιβαδερό или Λειβαδερό, Ливадеро, катаревуса: Λιβαδερόν или Λειβαδερόν, Ливадерон, до 1953 година: Μοκρός, Мокрос), е село в Република Гърция, разположено на територията на дем Драма в област Източна Македония и Тракия.

## География
Селото е разположено в източните склонове на планината Боздаг, северно от град Драма, в южното подножие на връх Коджадаг.

## История

### Етимология
Според Йордан Н. Иванов името на селото е свързано с постоянно влажно, мочурливо място, от старобългарското , „мокър“, *мокы и наставка -ош. Името е от първоначалното *Mokrosios или *Mokrusios > *Мокръшь > Мокрош. Имената с такъв произход са чести в българската топонимия, например Липош, Стърмош, Дървош.

### В Османската империя
В началото на XX век Мокрош е село в Драмска кааза на Османската империя. Според статистиката на Васил Кънчов („Македония. Етнография и статистика“) в 1900 година Микрошъ (Мукорашъ) има 250 жители, всички турци.

### В Гърция
След Междусъюзническата война от 1913 година селото остава в пределите на Гърция. В 1923 година мюсюлманското население е изселено по силата на Лозанския договор в Турция и на негово място са заселени тридесетина семейства с 90 души гърци бежанци, както и скотовъдни, вероятно влашки семейства, общо 233 жители. Според други данни 1928 година Мокрош е представено като изцяло бежанско село с 10 бежански семейства и 32 жители общо.
В 1953 година името на селото е преведено на Ливадерон.
Населението се занимава с отглеждане на тютюн, жито и други земеделски култури, както и със скотовъдство.
| Име        | Име         | Ново име    | Ново име       | Описание                                |
| ---------- | ----------- | ----------- | -------------- | --------------------------------------- |
| Барула     | Μπαρούλα    | Авлаки      | Αὐλάκι         | връх (111,2 m) ЮЗ от Мокрош             |
| Айда Кеди  | Αϊντᾶ Κεντὶ | Ксефто      | Ξέφωτο         | връх (1268,6 m) СЗ от Мокрош            |
| Дерман     | Ντερμάν     | Идромилон   | Ὑδρόμυλον      |                                         |
| Бара       | Μπάρα       | Дексамени   | Δεξαμενή       | връх (1279 m) З от Мокрош               |
| Мешелик    | Μεσελίκ     | Дриотопос   | Δρυότοπος      |                                         |
| Калдъръм   | Καλντερίμι  | Петродес    | Πετρῶδες       | връх ЮЗ от Мокрош                       |
| Голомбар   | Τουλουμπάρ  | Заркади     | Ζαρκάδι        | връх (1086,2 m) С от Мокрош             |
| Бахчи      | Μπαχτσὲς    | Кипос       | Κῆπος          | връх С от Мокрош                        |
| Резеник    | Ρεζενίκ     | Коптерон    | Κοπτερόν       | връх (912 m) И от Мокрош                |
| Помак Пацо | Πομὰκ Πάτσο | Плагия      | Πλαγιά         | връх (962 m) СИ от Мокрош               |
| Голумбар   | Τουλουμπάρ  | Камбилотон  | Καμπυλωτόν     | местност С от едноименния връх Голумбар |
| Блачища    | Μπλάτσιστα  | Фундукорема | Φουντουκόρρεμα | река                                    |
| Цекурова   | Τσεκούροβα  | Кофтеро     | Κοφτερό        |                                         |
| Балах Таш  | Μπαλάχ-Τασὶ | Вувалотопос | Βουβαλότοπος   | връх И от Мокрош                        |
| Джами      | Τζαμὶ       | Ставлос     | Σταῦλος        | местност И от Мокрош                    |

| Година    | 1913 | 1920 | 1928 | 1940 | 1951 | 1961 | 1971 | 1981 | 1991 | 2001 | 2011 | 2021 |
| --------- | ---- | ---- | ---- | ---- | ---- | ---- | ---- | ---- | ---- | ---- | ---- | ---- |
| Население | 349  | 304  | 233  | 647  | 160  | 227  | 131  | 101  | 121  | 100  | 73   | 39   |